# Figueira de Castelo Rodrigo
Figueira de Castelo Rodrigo – miejscowość w Portugalii, leżąca w dystrykcie Guarda, w regionie Centrum w podregionie Beira Interior Norte. Miejscowość jest siedzibą gminy o tej samej nazwie.

## Demografia
| Liczba ludności gminy Figueira de Castelo Rodrigo (1801–2011) | Liczba ludności gminy Figueira de Castelo Rodrigo (1801–2011) | Liczba ludności gminy Figueira de Castelo Rodrigo (1801–2011) | Liczba ludności gminy Figueira de Castelo Rodrigo (1801–2011) | Liczba ludności gminy Figueira de Castelo Rodrigo (1801–2011) | Liczba ludności gminy Figueira de Castelo Rodrigo (1801–2011) | Liczba ludności gminy Figueira de Castelo Rodrigo (1801–2011) | Liczba ludności gminy Figueira de Castelo Rodrigo (1801–2011) | Liczba ludności gminy Figueira de Castelo Rodrigo (1801–2011) | Liczba ludności gminy Figueira de Castelo Rodrigo (1801–2011) |
| ------------------------------------------------------------- | ------------------------------------------------------------- | ------------------------------------------------------------- | ------------------------------------------------------------- | ------------------------------------------------------------- | ------------------------------------------------------------- | ------------------------------------------------------------- | ------------------------------------------------------------- | ------------------------------------------------------------- | ------------------------------------------------------------- |
| 1801                                                          | 1849                                                          | 1900                                                          | 1930                                                          | 1960                                                          | 1981                                                          | 1991                                                          | 2001                                                          | 2004                                                          | 2011                                                          |
| 7 059                                                         | 7 784                                                         | 14 716                                                        | 13 339                                                        | 13 237                                                        | 9 140                                                         | 8 105                                                         | 7 158                                                         | 6 884                                                         | 6 260                                                         |

## Sołectwa
Sołectwa gminy Figueira de Castelo Rodrigo (ludność wg stanu na 2011 r.):
- Algodres - 294 osoby
- Almofala - 181 osób
- Castelo Rodrigo - 517 osób
- Cinco Vilas - 94 osoby
- Colmeal - 42 osoby
- Escalhão - 770 osób
- Escarigo - 99 osób
- Figueira de Castelo Rodrigo - 2211 osób
- Freixeda de Torrão - 262 osoby
- Mata de Lobos - 383 osoby
- Penha da Águia - 111 osób
- Quintã de Pêro Martins - 145 osób
- Reigada - 303 osoby
- Vale de Alfonsinho - 83 osoby
- Vermiosa - 394 osoby
- Vilar de Amargo - 158 osób
- Vilar Torpim - 213 osób